# Guinée-Bissau aux Jeux olympiques d'été de 2024
La Guinée-Bissau participe aux Jeux olympiques de 2024 à Paris. Il s'agit de sa 8e participation à des Jeux olympiques d'été.
Le lutteur Diamantino Iuna Fafé est nommé porte-drapeau de la délégation bissaoguinéenne.

## Nombre d’athlètes qualifiés par sport
Voici la liste des qualifiés et sélectionnés bissaoguinéens par sport (remplaçants compris) :
| Sport                                 | Hommes | Femmes | Total |
| ------------------------------------- | ------ | ------ | ----- |
| Athlétisme                            | 1      | -      | 1     |
| Judo                                  | 1      | -      | 1     |
| Lutte                                 | 2      | -      | 2     |
| Sports aquatiques • Natation sportive | 1      | -      | 1     |
| Taekwondo                             | 1      | -      | 1     |
| Total                                 | 6      | -      | 6     |

## Résultats

### Athlétisme

#### Hommes
| Athlètes    | Épreuve | Tour préliminaire | Tour préliminaire | Premier tour | Premier tour | Demi-finales | Demi-finales | Finale  | Finale  |
| Athlètes    | Épreuve | Temps             | Rang              | Temps        | Rang         | Temps        | Rang         | Temps   | Rang    |
| ----------- | ------- | ----------------- | ----------------- | ------------ | ------------ | ------------ | ------------ | ------- | ------- |
| Seco Camara | 100 m   | 10 s 76           | 5e                | Éliminé      | Éliminé      | Éliminé      | Éliminé      | Éliminé | Éliminé |

### Judo
| Athlète      | Compétition     | 1er tour               | 2e tour             | Quart de finale     | Demi-finale         | Repêchage           | Finale / CB         | Rang    |
| Athlète      | Compétition     | Adversaire Résultat    | Adversaire Résultat | Adversaire Résultat | Adversaire Résultat | Adversaire Résultat | Adversaire Résultat | Rang    |
| ------------ | --------------- | ---------------------- | ------------------- | ------------------- | ------------------- | ------------------- | ------------------- | ------- |
| Bubacar Mané | Moins de 100 kg | Ndiaye Défaite 00 - 10 | Éliminé             | Éliminé             | Éliminé             | Éliminé             | Éliminé             | Éliminé |

### Lutte
| Athlète              | Compétition    | Huitièmes de finale    | Quart de finale     | Demi-finale         | Repêchage           | Finale / CB         | Rang    |
| Athlète              | Compétition    | Adversaire Résultat    | Adversaire Résultat | Adversaire Résultat | Adversaire Résultat | Adversaire Résultat | Rang    |
| -------------------- | -------------- | ---------------------- | ------------------- | ------------------- | ------------------- | ------------------- | ------- |
| Diamantino Iuna Fafé | Moins de 57 kg | Abakarov Défaite 6 - 7 | Éliminé             | Éliminé             | Éliminé             | Éliminé             | Éliminé |
| Bacar Ndum           | Moins de 74 kg | Emami Défaite 10 - 0   | Éliminé             | Éliminé             | Éliminé             | Éliminé             | Éliminé |

### Natation
| Athlète      | Épreuve         | Séries  | Séries | Demi-finales | Demi-finales | Finale  | Finale  |
| Athlète      | Épreuve         | Temps   | Rang   | Temps        | Rang         | Temps   | Rang    |
| ------------ | --------------- | ------- | ------ | ------------ | ------------ | ------- | ------- |
| Pedro Rigery | 50 m nage libre | 28 s 34 | 66e    | Éliminé      | Éliminé      | Éliminé | Éliminé |

### Taekwondo
| Athlète      | Compétition   | Éliminatoires             | Quart de finale     | Demi-finale         | Repêchage           | Finale / CB         | Rang    |
| Athlète      | Compétition   | Adversaire Résultat       | Adversaire Résultat | Adversaire Résultat | Adversaire Résultat | Adversaire Résultat | Rang    |
| ------------ | ------------- | ------------------------- | ------------------- | ------------------- | ------------------- | ------------------- | ------- |
| Paivou Gomis | Plus de 80 kg | Sansores Défaite 1-8, 1-7 | Éliminé             | Éliminé             | Éliminé             | Éliminé             | Éliminé |